# فولاد تپه شماره ۲
فولاد تپه شماره ۲ مربوط به سده‌های اولیه دوران‌های تاریخی پس از اسلام است و در شهرستان کبودرآهنگ، بخش مرکزی، دهستان سبز دشت، ۱ کیلومتری شرق روستای عین آباد واقع شده و این اثر در تاریخ ۳۰ بهمن ۱۳۸۶ با شمارهٔ ثبت ۲۱۲۰۰ به‌عنوان یکی از آثار ملی ایران به ثبت رسیده است.